# Chiesa di San Vendemiale Vescovo
La chiesa di San Vendemiale è la parrocchiale di San Vendemiano, in provincia di Treviso e diocesi di Vittorio Veneto; fa parte della forania di Conegliano.

## Storia
Anticamente la chiesa di San Vendemiano era filiale della pieve di San Fior e faceva parte della forania del Campardo, a sua volta compresa nel patriarcato di Aquileia. Nel 1180 passò al patriarcato di Grado e, alla soppressione di quest'ultimo, avvenuta nel 1451, a quello di Venezia. La chiesa fu eretta a parrocchiale nel 1487. Nel 1770 fu costruito il campanile.
L'attuale parrocchiale venne edificata tra il 1788 e il 1793. Il 1º maggio 1818, con la bolla De Salute Dominaci Gregis di papa Pio VII, entrò a far parte della diocesi di Ceneda e il 10 ottobre 1824 fu consacrata dal vescovo Jacopo Monico.

## Interno
L'interno dell'edificio si compone di un'unica navata a pianta rettangolare ed ospita diverse opere di pregio:
- Madonna del Rosario tra i Santi Domenico e Rosa, con i Santi Floriano e Valentino, tela di Pietro Antonio Novelli del 1795.
- Martirio di Sant'Agnese, opera attribuita a Giovanni De Min.
- Sant'Antonio da Padova che risuscita un giovane portoghese per scagionare il padre dall'accusa di omicidio, opera ottocentesca di Giovanni Marchesi.
- Assunzione della Vergine Maria - San Lorenzo Giustiniani - San Vendemiale, ciclo di tre affreschi settecenteschi di Pietro Antonio Novelli.